# Lucio Cornelio Lentulo (console 38 a.C.)
Lucio Cornelio Lentulo in latino Lucius Cornelius Lentulus (fl. I secolo a.C.) è stato un politico romano del I secolo a.C..

## Biografia
Lucio Cornelio Lentulo era discendente della famiglia romana dei Cornelii, figlio di Lucio Cornelio Lentulo Crure.
Nel 54 a.C. fu il procuratore che mosse accuse contro Aulo Gabinio, console del 58 a.C., in base alla Lex Cornelia de maiestate.
Probabilmente nel 44 a.C. fu eletto pretore; a causa del sostegno di suo padre a Pompeo durante la guerra civile, Lentulo fu proscritto dai triumviri. Pertanto nel 42 a.C. si rifugiò in Sicilia presso Sesto Pompeo, che gli assegnò un comando navale come legatus (probabilmente un legatus pro praetore).
Dopo la Pax Misenensis nel 39 a.C., si riconciliò con i triumviri sostenendo Marco Antonio. Fu nominato console suffetto nel 38 a.C., in sostituzione di Appio Claudio Pulcro.
Era sposato con Sulpicia, che lo seguì nell'esilio in Sicilia; loro figlio fu Lucio Lentulo che fu console nel 3 a.C.